# Santa Joleta
Santa Joleta era una església, actualment desapareguda, del terme municipal de Llimiana, al Pallars Jussà.
Era situada a un dels indrets més enlairats del municipi, al vessant meridional, però a prop de la carena, de l'extrem occidental de la Serra de la Vall de Llimiana, a llevant de la vila de Llimiana, al sud-est del lloc anomenat Tanya.